# Гулевский, Сергей Петрович
Сергей Петрович Гулевский (род. 13 апреля 1954 года, Воронеж, РСФСР, СССР) — советский и российский художник, действительный член Российской академии художеств (2021).

## Биография
Родился 13 апреля 1954 года в Воронеже, где живёт и работает.
В 1977 году окончил Бутурлиновское художественно-графическое педагогическое училище, в 1985 году — окончил отделение декоративно-прикладного искусства Харьковского художественно-промышленного института.
С 1988 по 1990 годы — директор Воронежской детской художественной школы.
С 1990 года — директор Воронежского художественного училища.
С 1990 года — член Союза художников СССР.
С 1994 по 2004 годы — декан факультета живописи Воронежской государственной академии искусств.
С 1998 по 2002 годы — председатель правления Воронежского областного отделения Союза художников.
В 2012 году избран членом-корреспондентом Российской академии художеств от Отделения графики, в 2021 — действительным членом РАХ.

## Творческая деятельность
Работает в области плаката, среди основных работ: «Не распахивайте поймы рек» (1988), «1937» (1989), «Беслан» (2004), серии графических работ «Костамарово», «Дивногорье», «Ольденбургские». Занимается живописью в жанрах портрета, пейзажа, натюрморта.
Произведения представлены в Воронежском областном художественном музее имени И. Н. Крамского, Борисоглебской картинной галерее имени Шолохова, Острогожском историко-художественном музее имени И. Н. Крамского.

## Награды
- Заслуженный работник культуры Российской Федерации (1998)[2]